# Державна зоологічна колекція Мюнхена
Зоологічна державна колекція Мюнхена (нім. Zoologische Staatssammlung München, ZSM), або Баварська державна зоологічна колекція (нім. Zoologische Staatssammlung München) — німецький науково-дослідний зоологічний інститут, що займається проблемами систематики і фауністики. Один з найбільших і старіших природно-історичних музеїв Німеччини і Європи, який веде свою історію з 1807 року і зберігає понад 20 млн екз. тварин. Є структурною частиною Баварських державних природно-історических колекцій (нім. Staatliche Naturwissenschaftliche Sammlungen Bayerns, SNSB).

## Історія
Основи колекції були закладені в 1807 році указом короля Баварії Максиміліана I під час реформування Баварської академії наук. У 1811 році було побудовано окремий будинок для зоолого-антропологічного відділення і запрошений Йоганн Баптист фон Спікс на посаду першого хранителя.
Зоологічна державна колекція налічує приблизно 20 млн зоологічних об'єктів. Включає секції ентомології, безхребетних і хребетних тварин. Тут зберігається найбільша у світі колекція метеликів: понад 7 млн окремих екземплярів, що представляють близько 100 тис. видів лускокрилих комах.
З історичних колекцій вирізняються матеріали бразильської експедиції 1817—1820 років Йоганна Баптиста фон Спікса, колекція Герцога Лейхтенберзького (1858) і інші. З бразильської експедиції Спікс і ботанік Карл Фрідріх фон Марціус привезли до Німеччини колекцію з 6500 рослин, 2700 комах, 85 ссавців, 350 птахів, 150 амфібій і 116 риб. Вони складають важливу основу сьогоднішньої Державної зоологічної колекції Мюнхена.
Разом з її дослідницькими роботами Зоологічна державна колекція підтримує інші музеї природознавства своїми консультаціями і частково об'єктами, які вона надає для виставок. Одночасно вона консультує Баварський уряд і пересічних громадян щодо тварин-шкідників.
Довідкова бібліотека налічує понад 120 тис. томів і 1 000 наукових журналів. Державна колекція видає і редагує кілька власних зоологічних спеціальних журналів, з яких найвідоміший «Spixiana» (Zeitschrift für Zoologie).
Серед директорів були такі учені як професор Dr. Ernst Josef Fittkau (у 1976—1992 роках), Dr. Walter Forster (1910—1986; у 1965—1975 роках) і інші.
З 2006 року директором Зоологічної колекції є професор Gerhard Haszprunar.

## Нагороди
Зоологічна колекція заснувала свої премію і медаль за заслуги в галузі систематики тварин. Крім того, існує підтримуване нею товариство друзів і меценатів (Freunde der Zoologischen Staatssammlung e.V.)
З 1981 року за цінний вклад у колекції, за досягнення в теоретичній таксономії, філогенії та в галузі дослідження еволюції, а також покровителям і меценатам вручається медаль. Медаль названо на честь Йоганна Баптіста фон Спікса і була заснована в рік його 200-річчя.
З 2000 року молодим ученим вручається премія R. J. H. Hintelmann Wissenschafts-Preis в 5000 євро за особливо цінний вклад в галузі зоологічної систематики для співпраці із Зоологічною колекцією Мюнхена і оплати роботи в її лабораторіях.

## Наукові товариства
Із зоологічною колекцією асоційовано декілька товариств:
- Biopat — Patenschaften für biologische Vielfalt e. V.
- Friedrich Held Gesellschaft (FHG)
- Gesellschaft für Biologische Systematik (GfBS)
- Heterocera Sumatrana Society (HSS)
- Münchner Entomologische Gesellschaft (MEG)
- Ornithologische Gesellschaft in Bayern e.V. (OG)
- Thüringer Entomologenverband e.V. (TEV)
- Zoological Society Wallacea (ZSW)

## Ресурси Інтернету
- Chronik der Zoologischen Staatssammlung München. // Spixiana — Zeitschrift für Zoologie. Supplement. Vol. 17. [Deutsch] 1992. — 248 Seiten. ISBN 978-3-923871-62-9
- Зоологічна державна колекція Мюнхена (англ.). Архів оригіналу за 7 липня 2017. Процитовано 26 листопада 2010.
- Вікісховище має мультимедійні дані за темою: Державна зоологічна колекція Мюнхена
- Internetpräsenz der Zoologischen Staatssammlung München [Архівовано 16 липня 2011 у Wayback Machine.]
- Blog der Zoologischen Staatssammlung München [Архівовано 8 березня 2016 у Wayback Machine.]